# Turbo (Kolumbien)
Turbo ist eine Gemeinde (municipio) im Departamento Antioquia im nördlichen Kolumbien. Sie liegt am Golf von Urabá am Karibischen Meer und ist vor allem als Hafenstadt und Grenzstadt nach Panama bekannt, auch wenn die Grenze 50 km nordwestlich liegt und es keine für PKW oder andere Kraftfahrzeuge (außer geländegängigen Motorrädern) befahrbare Verbindung in dieses Land gibt.

## Geographie
Turbo liegt im extremen Nordwesten des Departamentos Antioquia, 373 km nordwestlich der Departamento-Hauptstadt Medellín. Turbo ist die flächenmäßig größte Gemeinde Antioquias. Die Durchschnittstemperatur beträgt 28 °C. Die Gemeinde grenzt im Norden an Necoclí und Arboletas, im Osten an San Pedro de Urabá, Apartadó, Carepa und Chigorodó, im Süden an Mutatá und im Westen an Riosucio und Unguía, beide im Departamento del Chocó.
Auf dem Gebiet von Turbo liegt ein Teil des Nationalparks Los Katíos.

## Bevölkerung
Die Gemeinde Turbo hat 134.278 Einwohner, von denen 57.656 im städtischen Teil (cabecera municipal) der Gemeinde leben (Stand: 2022).

## Wirtschaft
Turbo ist das Zentrum der Bananenproduktion Nordkolumbiens, die hier auch verschifft und exportiert wird. Da diese Landwirtschaftsform lange Zeit boomte, wuchs die Einwohnerzahl der Stadt insbesondere in den 1980er Jahren sehr schnell an. Dadurch entstanden am Rand der Stadt sogenannte Slums. Die Bevölkerung besteht zum Großteil aus Afro-Kolumbianern.
Berüchtigt ist die Stadt als Metropole des Schmuggels, da sie die nächstgelegene Hafenstadt zu Panama ist. Die geschmuggelten Güter werden in kleinen Schiffen in die relativ unübersichtlichen Küstengebiete von Panama gebracht bzw. von dort aus über Turbo nach Kolumbien eingeschmuggelt. Damit verbunden ist auch eine relativ hohe Kriminalitätsrate in der Stadt.

## Einrichtungen
In Turbo liegt das bedeutendste Migrationsbüro Nordwestkolumbiens. Es ist praktisch unumgänglich, die Stadt zu besuchen, wenn man auf dem umständlichen Landweg nach Panama einreisen will, da man nur hier die erforderlichen Passformalitäten erledigen kann. Siehe dazu auch Darién.
In Turbo befindet sich ein Standort der Universidad de Antioquia.
In Turbo war 2015–2016 der kolumbianische Fußball-Zweitligist Leones FC ansässig, der seine Heimspiele im Estadio John Jairo Tréllez austrug, das ca. 12.000 Zuschauern Platz bietet. Der Verein war vorher in Bello und Rionegro ansässig und unter dem Namen Deportivo Rionegro bekannt. Der Verein ist der einzige, der an allen Spielzeiten der zweiten kolumbianischen Liga teilgenommen hat. Leones zog 2016 nach Itagüí um.

## Söhne und Töchter der Stadt
- Luis Carlos Perea (* 1963), Fußballspieler
- Néstor Ortiz (* 1968), Fußballspieler
- John Jairo Tréllez (* 1968), Fußballspieler
- Geovanis Cassiani (* 1970), Fußballspieler
- Kermin Guardia (* 1970), Boxer
- Luis Amaranto Perea (* 1979), Fußballspieler
- Yohan Chaverra (* 1995), Hürdenläufer
- Evelin Rivera (* 1997), Sprinterin
- María Fernanda Murillo (* 1999), Hochspringerin